# Municipio de Miller (condado de Franklin)
El municipio de Miller (en inglés: Miller Township) es un municipio ubicado en el condado de Franklin en el estado estadounidense de Arkansas. En el año 2010 tenía una población de 109 habitantes y una densidad poblacional de 4,71 personas por km².

## Geografía
El municipio de Miller se encuentra ubicado en las coordenadas 35°36′34″N 94°3′36″O / 35.60944, -94.06000. Según la Oficina del Censo de los Estados Unidos, el municipio tiene una superficie total de 23.16 km², de la cual 23,16 km² corresponden a tierra firme y (0 %) 0 km² es agua.

## Demografía
Según el censo de 2010, había 109 personas residiendo en el municipio de Miller. La densidad de población era de 4,71 hab./km². De los 109 habitantes, el municipio de Miller estaba compuesto por el 88,99 % blancos, el 3,67 % eran afroamericanos, el 1,83 % eran amerindios, el 1,83 % eran asiáticos y el 3,67 % eran de una mezcla de razas. Del total de la población el 0 % eran hispanos o latinos de cualquier raza.